# سیارک ۲۲۸۶۰
سیارک ۲۲۸۶۰ (به انگلیسی: 22860 Francylemp، نامگذاری:1999RA149) بیست و دو هزار و هشتصد و شصتمین سیارک کشف شده‌است که در ۹ سپتامبر ۱۹۹۹ کشف شد.
قدر مطلق سیارک برابر ۱۱.۷ است.